# Oussama Idrissi
Oussama Idrissi (* 26. Februar 1996 in Bergen op Zoom, Niederlande) ist ein marokkanisch-niederländischer Fußballspieler. Er steht aktuell bei CF Pachuca unter Vertrag und ist marokkanischer Nationalspieler.

## Karriere

### Verein
Oussama Idrissi begann mit dem Fußballspielen in seiner Geburtsstadt bei SV DOSKO und kam über den FC Bergen sowie RKSV Halsteren in die Nachwuchsakademie von NAC Breda. Später zog er in die Nachwuchsakademie von Feyenoord Rotterdam und wechselte 2015 – nachdem er dem Jugendalter entwachsen war – zum FC Groningen. Am 17. Spieltag der Saison 2015/16 gab Idrissi in der Eredivisie sein Profidebüt. In den Saisons 2015/16 und 2016/17 verpasste der FC Groningen die Teilnahme am internationalen Geschäft. Im Januar 2018 wechselte Idrissi, der beim FC Groningen noch einen Vertrag bis 2020 hatte, zu AZ und unterschrieb einen Vertrag bis 2022. Als Tabellendritter qualifizierte sich sein neuer Verein zum Saisonende für die zweite Qualifikationsrunde zur UEFA Europa League 2018/19. Nach zwei Jahren in Alkmaar verließ er die Niederlande und schloss sich dem spanischen FC Sevilla an. Nach nur wenigen Wochen wurde er zurück in sein Geburtsland an Ajax Amsterdam ausgeliehen. Nach Ablauf der Leihe verbrachte er ein halbes Jahr in Sevilla, bevor er erneut verliehen wurde – dieses Mal bis zum Saisonende an den FC Cádiz. Nach einer weiteren Leihe zu Feyenoord Rotterdam wechselte er im Sommer 2023 nach Mexiko zu CF Pachuca.

### Nationalmannschaft
Idrissi spielte achtmal für die niederländische U-17-Nationalmannschaft (zwei Tore) und zweimal für die U-20 (ein Tor). Am 6. Oktober 2016 gab er beim torlosen Unentschieden im EM-Qualifikationsspiel in Alkmaar gegen die Türkei sein Debüt für die niederländische U-21-Nationalmannschaft. Da er kein Pflichtspiel für die niederländische A-Nationalmannschaft absolviert hatte, war Idrissi darüber hinaus für die marokkanische Nationalelf spielberechtigt. Hierauf debütierte er für die Marokkaner im März 2019.

## Erfolge
- Niederländischer Meister (2): 2020/21 (Ajax Amsterdam), 2022/23 (Feyenoord Rotterdam)
- Niederländischer Pokalsieger: 2020/21 (Ajax Amsterdam)
- Torschützenkönig: KNVB-Pokal (2018/19, 6 Tore)